# Pingasa rhadamaria
Pingasa rhadamaria är en fjärilsart som beskrevs av Achille Guenée 1857. Pingasa rhadamaria ingår i släktet Pingasa och familjen mätare. Inga underarter finns listade i Catalogue of Life.